# 34354 Johnmadland
34354 Johnmadland è un asteroide della fascia principale. Scoperto nel 2000, presenta un'orbita caratterizzata da un semiasse maggiore pari a 2,3790709 au e da un'eccentricità di 0,1055312, inclinata di 5,24980° rispetto all'eclittica.